# Vanderhorstia bella
Vanderhorstia bella är en fiskart som beskrevs av Greenfield och Longenecker 2005. Vanderhorstia bella ingår i släktet Vanderhorstia och familjen smörbultsfiskar. Inga underarter finns listade i Catalogue of Life.